# Hans von Rokitansky
Barone Hans von Rokitansky (Tedesco: Hans Freiherr von Rokitansky; Vienna, 8 marzo 1835 – Stiria (Castello Laubegg), 2 novembre 1909) è stato un basso e insegnante austriaco che cantò per trent'anni presso l'Hofoper di Vienna (ora Wiener Staatsoper) e in concerti e opere in tutta Europa tra il 1856 e il 1877.

## Biografia
Hans Freiherr von Rokitansky nacque a Vienna, figlio del barone Carl von Rokitansky, famoso medico e naturalista. Anche il fratello minore di Hans, Barone Victor von Rokitansky (1836-1896), divenne un cantante d'opera di successo e un compositore. In seguito sposò Therese Lablache, soprano e figlia del famoso basso operistico Luigi Lablache.
Rokitansky studiò musica a Parigi, Bologna e Milano prima di fare il suo debutto nel canto professionale in un concerto del 1856 a Londra. L'anno seguente fece la sua prima apparizione sul palcoscenico operistico come Oroveso nella Norma di Bellini al Théâtre Italien di Parigi. Nel 1862 entrò a far parte della lista dei cantanti del Teatro Nazionale di Praga di Praga, dove il suo primo ruolo fu il cardinale Brogny in La Juive di Fromental Halévy. Lasciò Praga nel 1864 per unirsi alla Hofoper di Vienna dove cantò per i successivi ventinove anni. I suoi numerosi ruoli in quel teatro furono Giorgio nei I puritani di Bellini, Leporello nel Don Giovanni di Mozart, Sarastro ne Il flauto magico di Mozart, Bertram in Roberto il diavolo di Meyerbeer, il ruolo del protagonista nel Simon Boccanegra di Verdi, Caspar nel Il franco cacciatore di Weber, il Langravio nel Tannhäuser di Wagner  e re Enrico nel Lohengrin di Wagner, tra gli altri. Ritrasse inoltre sia il sommo sacerdote che il guardiano del tempio nella prima mondiale de La regina di Saba di Karl Goldmark nel 1875.
Oltre a esibirsi a Vienna, Rokitansky si esibiva periodicamente in opere e concerti in tutta Europa. Apparve in opere all'His Majesty's Theatre di Londra nel 1865 e nel 1866, in particolare cantando Osmin in un revival de Il ratto dal serraglio di Mozart. Apparve anche nelle rappresentazioni di Londra nel 1876-1877 e in opere a Firenze, Milano, Torino e Bologna negli anni 1860 e 1870.

## Repertorio
Il suo vasto repertorio comprendeva il grand opéra francese, l'opera belcantistica italiana, le opere tedesche di Richard Wagner e le opere di Wolfgang Amadeus Mozart. Possedeva una voce profonda e risonante che rimase chiara fino alla fine della sua carriera quando la sua intonazione iniziò a soffrire un po'.
| Ruolo                 | Titolo                  | Autore    |
| --------------------- | ----------------------- | --------- |
| Gil-Perez             | Il domino nero          | Auber     |
| Oroveso               | Norma                   | Bellini   |
| Sir Giorgio           | I puritani              | Bellini   |
| Mefistofele           | Mefistofele             | Boito     |
| Baldassarre           | La favorita             | Donizetti |
| Don Giovanni de Silva | Don Sebastiano          | Donizetti |
| Calchas               | Ifigenia in Aulide      | Gluck     |
| Il Sommo Sacerdote    | La regina di Saba       | Goldmark  |
| Mefistofele           | Faust                   | Gounod    |
| Fra' Lorenzo          | Romeo e Giulietta       | Gounod    |
| Cardinale Brogny      | La Juive                | Halévy    |
| Hans Stadinger        | Der Waffenschmied       | Lortzing  |
| Don Diego             | Le Cid                  | Massenet  |
| Bertram               | Roberto il diavolo      | Meyerbeer |
| Marcello              | Gli ugonotti            | Meyerbeer |
| Conte d'Oberthal      | Il profeta              | Meyerbeer |
| Petroff               | L'étoile du nord        | Meyerbeer |
| Un cacciatore         | Dinorah                 | Meyerbeer |
| Don Pedro             | L'africana              | Meyerbeer |
| Osmino                | Il ratto dal serraglio  | Mozart    |
| Figaro                | Le nozze di Figaro      | Mozart    |
| Leporello             | Don Giovanni            | Mozart    |
| Don Alfonso           | Così fan tutte          | Mozart    |
| Sarastro              | Il flauto magico        | Mozart    |
| Don Basilio           | Il barbiere di Siviglia | Rossini   |
| Gualtiero Fürst       | Guglielmo Tell          | Rossini   |
| Sommo Sacerdote       | La Vestale              | Spontini  |
| Claudio               | Hamlet                  | Thomas    |
| Don Ruy Gomez         | Ernani                  | Verdi     |
| Giovanni da Procida   | I vespri siciliani      | Verdi     |
| Jacopo Fiesco         | Simon Boccanegra        | Verdi     |
| Ramfis                | Aida                    | Verdi     |
| Daland                | Il vascello fantasma    | Wagner    |
| Langravio             | Tannhäuser              | Wagner    |
| Enrico l'Uccellatore  | Lohengrin               | Wagner    |
| Fasolt                | L'oro del Reno          | Wagner    |
| Re Marke              | Tristano e Isotta       | Wagner    |
| Hagen                 | Il crepuscolo degli dei | Wagner    |
| Caspar                | Il franco cacciatore    | Weber     |
| Re Ludovico VI        | Euryanthe               | Weber     |

## Insegnamento
Dopo essersi ritirato dal palcoscenico nel 1893 divenne un celebrato insegnante di canto al Conservatorio di Vienna per più di dieci anni e molti dei suoi allievi continuarono ad avere carriere di grande successo nell'opera, inclusi Franz Xaver Battisti e Therese Boschetti.
Suo fratello minore Victor, anch'egli cantante d'opera di successo e compositore, aveva insegnato al conservatorio in precedenza dal 1871 al 1880.
Hans si ritirò a Schloss Laubegg, in Stiria, dove morì il 2 novembre 1909.